# Ormaiztegi
Ormaiztegi è un comune spagnolo di 1 170 abitanti situato nella comunità autonoma dei Paesi Baschi.